# Jocs Centreamericans i del Carib
|  | No s'ha de confondre amb Jocs Esportius Centre-americans. |

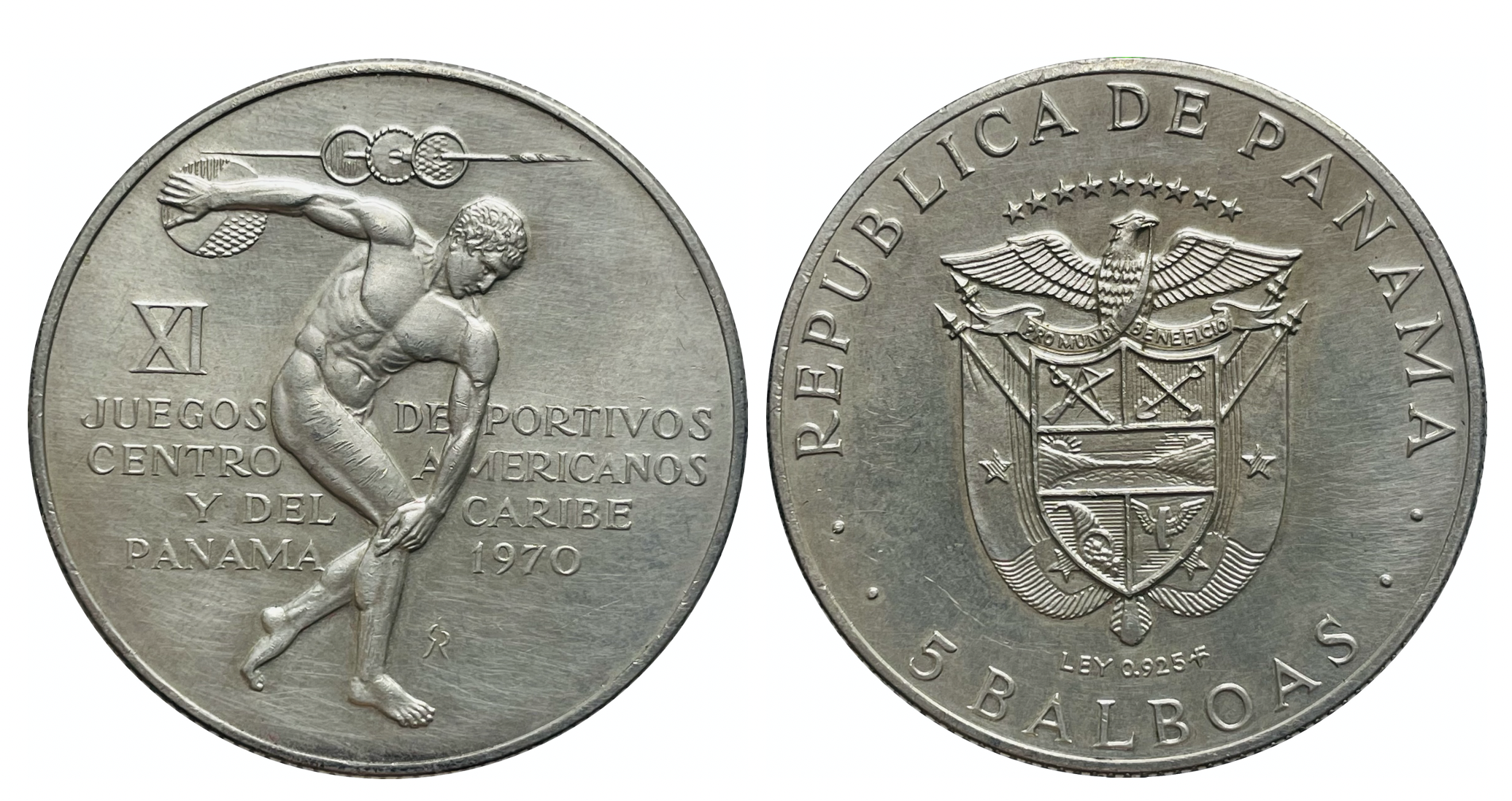
Medalla d'argent de 5 Balboas, Panama - Jocs Centreamericans i del Carib de 1970.

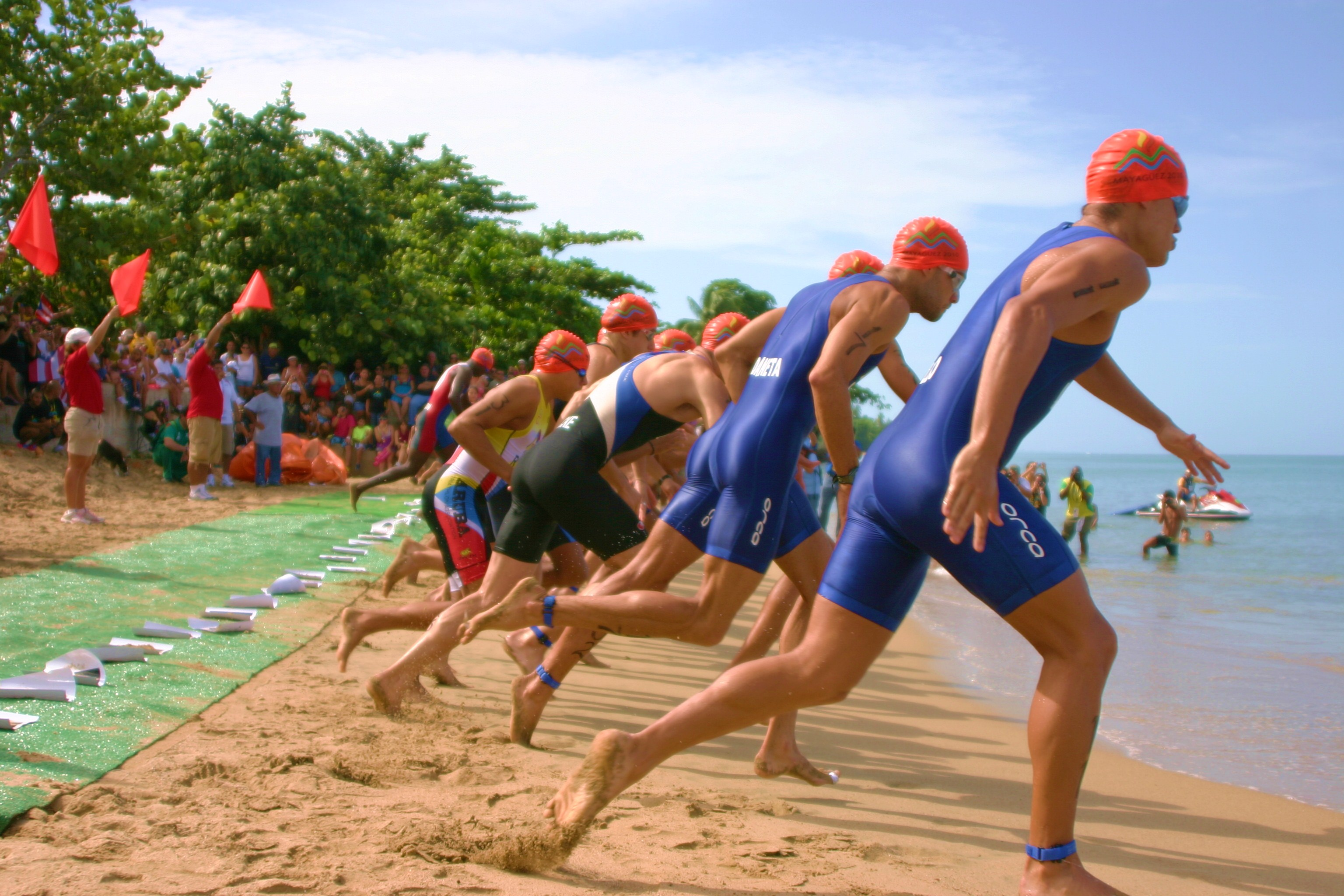
Jocs Centreamericans i del Carib de 2010, Triatló a Mayagüez, Puerto Rico.

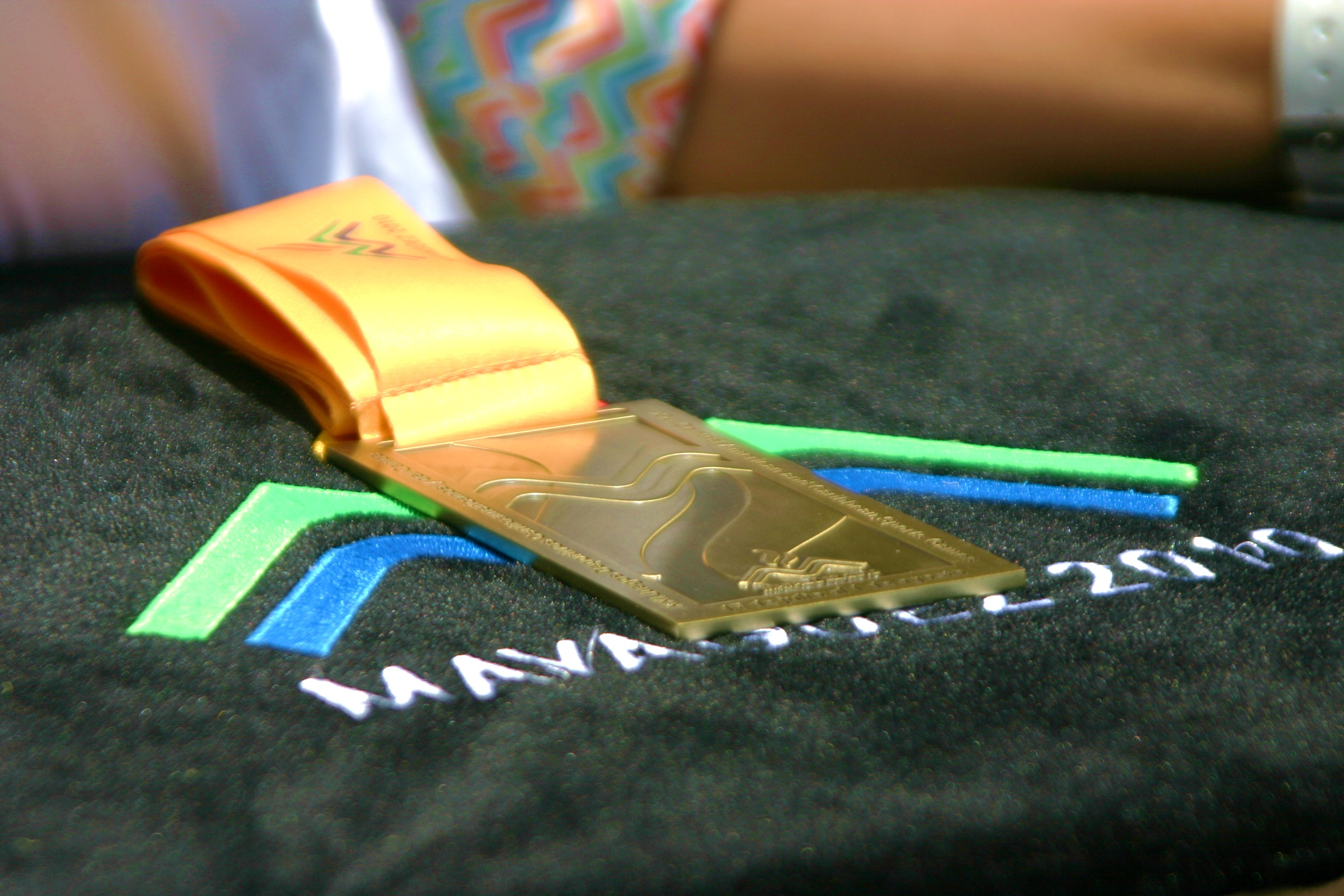
Medalla d'or dels Jocs Centreamericans i del Carib de 2010.

Els Jocs Centre-americans i del Carib són un competició multi-esportiva que es realitza cada 4 anys i que disputen els països de l'Amèrica Central i el Carib. Són organitzats per la Centro Caribe Sports, anteriorment anomenada Central American and Caribbean Sports Organization/Organització Esportiva Centre-americana i del Carib (CACSO/ODECABE).
Les seves primeres edicions foren denominades Jocs Centre-americans (1926, 1930 i 1935).

## Edicions
| Edició | Any  | Seu                        | Durada                        | Països | Esports | Esportistes | Líder Medaller |
| ------ | ---- | -------------------------- | ----------------------------- | ------ | ------- | ----------- | -------------- |
| I      | 1926 | Ciutat de Mèxic            | 12 d'octubre-2 de novembre    | 3      | 8       | 269         | Mèxic          |
| II     | 1930 | L'Havana                   | 15 de març-5 d'abril          | 9      | 10      | 596         | Cuba           |
| III    | 1935 | San Salvador               | 16 de març-5 d'abril          | 9      | 14      | 741         | Mèxic          |
| IV     | 1938 | Ciutat de Panamà           | 5 de febrer-24 de febrer      | 10     | 17      | 1.216       | Mèxic          |
| V      | 1946 | Barranquilla               | 5 de març-25 de març          | 13     | 18      | 1.540       | Mèxic          |
| VI     | 1950 | Ciutat de Guatemala        | 28 de febrer-12 de març       | 14     | 19      | 1.390       | Mèxic          |
| VII    | 1954 | Ciutat de Mèxic            | 5 de març-20 de març          | 12     | 19      | 1.356       | Mèxic          |
| VIII   | 1959 | Caracas                    | 6 de gener-15 de gener        | 12     | 17      | 1.150       | Mèxic          |
| IX     | 1962 | Kingston                   | 15 d'agost-28 d'agost         | 15     | 17      | 1.559       | Mèxic          |
| X      | 1966 | San Juan                   | 11 de juliol-25 de juliol     | 18     | 17      | 1.689       | Mèxic          |
| XI     | 1970 | Ciutat de Panamà           | 28 de febrer-13 de març       | 21     | 16      | 2.095       | Cuba           |
| XII    | 1974 | Santo Domingo              | 27 de febrer-13 de març       | 23     | 18      | 1.928       | Cuba           |
| XIII   | 1978 | Medellín                   | 7 de juliol-28 de juliol      | 19     | 21      | 2.605       | Cuba           |
| XIV    | 1982 | L'Havana                   | 7 d'agost-18 d'agost          | 22     | 24      | 2.799       | Cuba           |
| XV     | 1986 | Santiago de los Caballeros | 24 de juny-5 de juliol        | 26     | 25      | 2.963       | Cuba           |
| XVI    | 1990 | Ciutat de Mèxic            | 20 de novembre-3 de desembre  | 29     | 30      | 4.206       | Cuba           |
| XVII   | 1993 | Ponce                      | 19 de novembre-30 de novembre | 31     | 33      | 3.570       | Cuba           |
| XVIII  | 1998 | Maracaibo                  | 8 d'agost-22 d'agost          | 31     | 30      | 5.200       | Cuba           |
| XIX    | 2002 | San Salvador               | 19 de novembre-30 de novembre | 31     | 38      | 4.301       | Mèxic          |
| XX     | 2006 | Cartagena de Indias        | 15 de juliol-30 de juliol     | 32     | 37      | 4.865       | Cuba           |
| XXI    | 2010 | Mayagüez                   | 17 de juliol-1 d'agost        | 31     | 42      | 5.204       | Mèxic          |
| XXII   | 2014 | Veracruz                   | 14 de novembre-30 de novembre | 31     | 36      | 5.707       | Cuba           |
| XXIII  | 2018 | Barranquilla               | 19 de juliol-3 d'agost        | 37     | 36      | 5.854       | Mèxic          |
| XXIV   | 2023 | San Salvador               | 23 de juny-8 de juliol        |        | 38      |             | Mèxic          |
| XXV    | 2026 | Santo Domingo              |                               |        |         |             |                |